# 富士スピードウェイホテル
富士スピードウェイホテル（英：Fuji Speedway Hotel）は、静岡県駿東郡小山町にあるホテル。
ハイアットホテルアンドリゾーツのチェーンホテルであり、国内初のアンバウンドコレクション by Hyatt（英:The Unbound Collection by Hyatt）ブランドのホテルとなる。

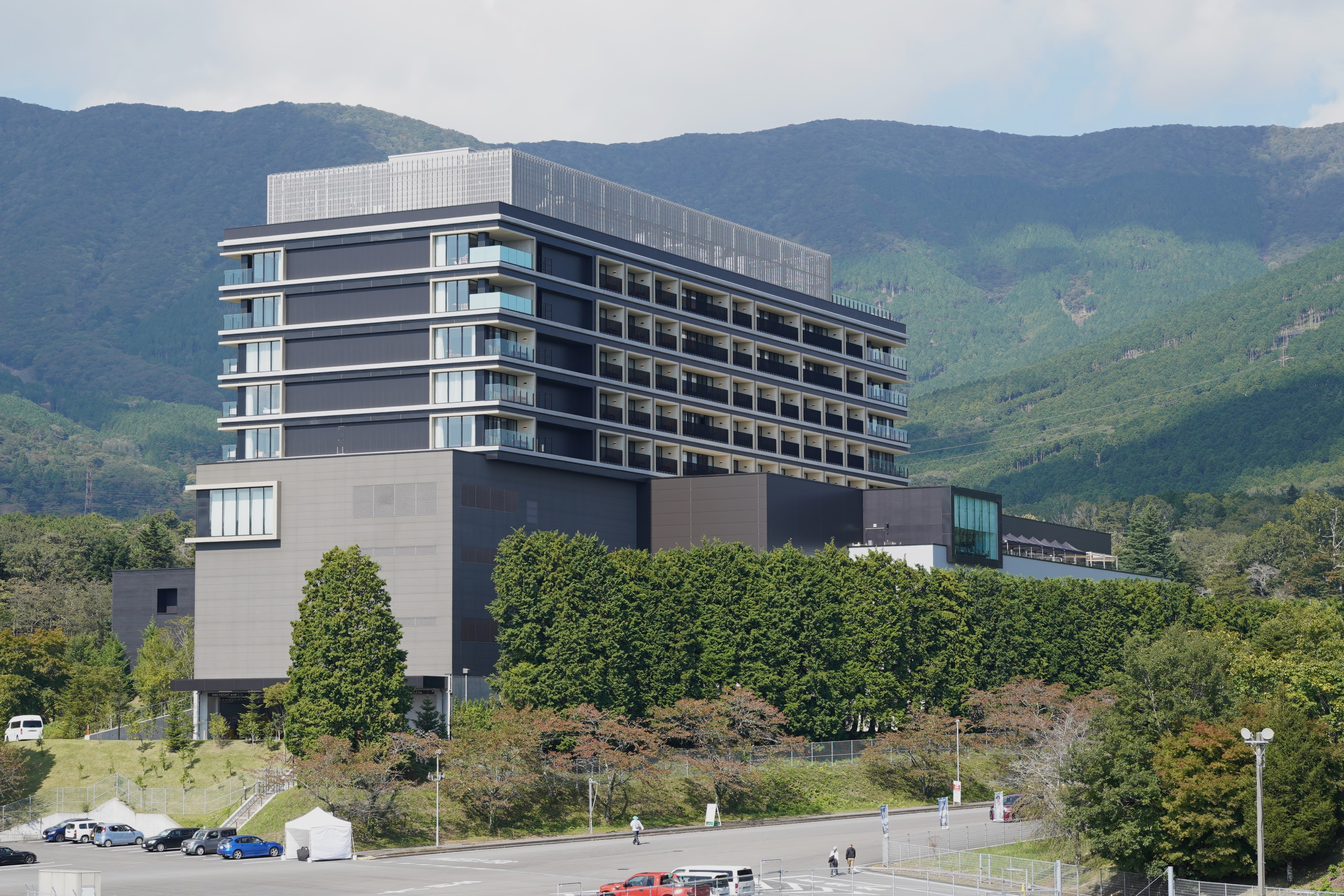
遠景、2024年10月撮影

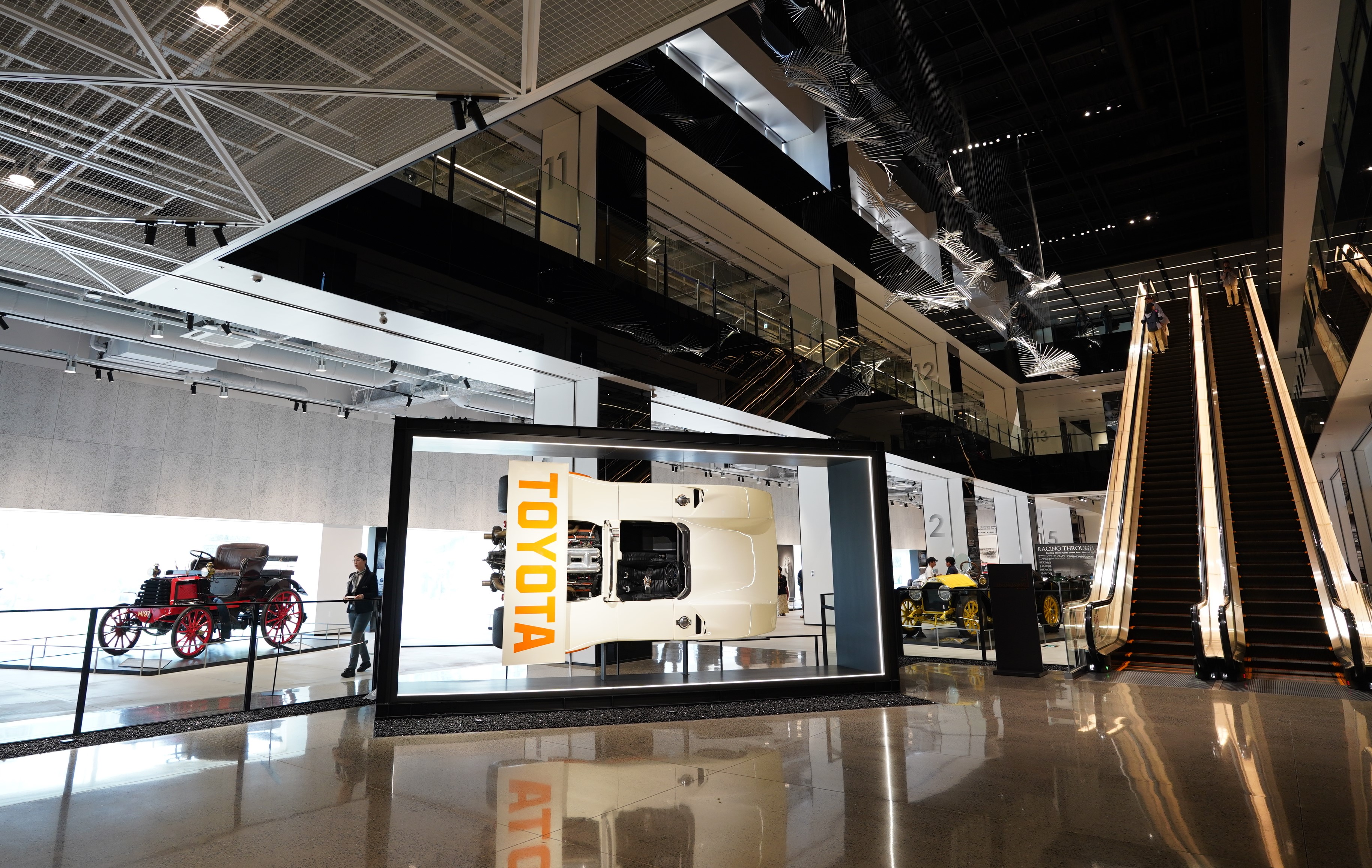
ホテルの1階と2階には富士モータースポーツミュージアムを併設、ホテルのフロントは3階。2024年10月撮影

## 概要
トヨタグループの不動産会社であるトヨタ不動産（当時：東和不動産）とハイアットとのホテル運営受委託契約に基づき、日本初のアンバウンドコレクション by Hyattのホテルとして2022年10月にオープン。モータースポーツの歴史にそった展示を行うホテル併設の富士モータースポーツミュージアムも同時にオープンしている。
ホテルとミュージアムの開業はトヨタ不動産が国際サーキット「富士スピードウェイ」を中心に開発を行うプロジェクト「富士モータースポーツフォレスト」の一環で、2023年9月までにホテル、ミュージアムの他にROOKIE RACINGやSHADE RACINGのガレージとウェルカムセンターがオープンしている。
ホテル客室はスイートルーム21室を含む全115室に加えてプライベートガレージのあるヴィラ5棟を設けたほか、4つのレストランとバー、宴会施設の他、別棟にスパ、プール、フィットネスジムを備えている。

## 客室
- 4階 - 8階：ホテル客室
ホテル棟の全客室にバルコニーが設置されており、富士山ビューと富士スピードウェイが眺められるサーキットビューの2種類の眺望タイプがある。
- 1階（ホテル離れ)：ヴィラ　　
143平米から150平米のヴィラ5棟。それぞれにプライベートガレージがありペットと泊まることもできる。

- スタンダードルーム　43 m2 6室
- ビュールーム 43 m2 42室
- デラックスルーム 55 m2 40室
- コーナーデラックス 60 m2 6室
- スイート 86 m2 11室
- コーナースイート　91  m2 6室
- プレジデンシャルスイート 145 m2 4室
- ガーデンヴィラ　134 m2 4室
- レジデンシャルヴィラ　150 m2 1室

## レストラン等
- 「TROFEO イタリアン」
TROFEOはイタリア語でトロフィーを意味する。朝食、ランチ、ディナーの時間帯で営業している。店内にはピザ窯がある。
- 「ろばた 小山」
ホテル所在地の小山町から名づけられた炉端焼きレストランでは地元食材や、常時静岡県内の20以上の酒蔵の日本酒を味わうことができる。
- 「TROFEO ラウンジ」
アラカルトメニュー、アルコールメニュー、アフタヌーンティーなどを提供している。
- 「BAR 4563」
店名のBAR 4563は富士スピードウェイのメインコースの全長からきている。
- スパ&ウェルネス「OMIKA Wellness & Spa」
- 屋内プール
- フィットネスジム

ホテルの設備として紹介されていないが、併設の富士モータースポーツミュージアム3階部分（ホテルフロント正面）に富士スピードウェイを見渡せるテラスとミュージアムカフェがある。

## アクセス
- 鉄道
  - JR御殿場線御殿場駅箱根乙女口よりシャトルバス25分
- 高速バス
  - バスタ新宿より高速路線バス